# كامي خليل
كامي خليل ، ممثلة سورية.

## حياتها
خريجة المعهد العالي للفنون المسرحية (دمشق)، شاركت  في مسلسلات سورية في تسعينيات  القرن العشرين كما عملت  في مجال الماكياج الفني في عدد من المسلسلات .
هي ابنة عم الفنان مكسيم خليل

## وفاتها
توفيت في 13 يوليو 2019 بعد صراع مع المرض

## أعمالها

### المسلسلات
| سنة الإنتاج | اسم المسلسل                   | الشخصية |
| ----------- | ----------------------------- | ------- |
| 1991        | الخشخاش                       |         |
| 1992        | أيام شامية                    |         |
| 1994        | نهاية رجل شجاع                |         |
| 2000        | الزير سالم (أبو ليلى المهلهل) | هند     |
| 2001        | بقعة ضوء ج1                   |         |
| 2002        | السفينة رحلة 13               |         |
| 2002        | مدام دبليو                    |         |
| 2003        | أبيض أبيض                     |         |

### في المسرح
| سنة الإنتاج | المسرحية    | الشخصية |
| ----------- | ----------- | ------- |
| 2000        | يقظة الربيع |         |

### تقديم البرامج
| سنة الإنتاج | اسم العمل | عرض على          | بمشاركة                 | نوعه    |
| ----------- | --------- | ---------------- | ----------------------- | ------- |
| 2006        | أنا تفاحة | التلفزيون السوري | شكران مرتجى ،ميلاد يوسف | للأطفال |

## روابط خارجية
- كامي خليل على موقع قاعدة بيانات الأفلام العربية